# 聖伊格納西奧德拉弗龍特拉
聖伊格納西奧德拉弗龍特拉（西班牙語：San Ignacio de la Frontera），是秘魯的城鎮，位於該國北部卡哈馬卡大區，是聖伊格納西奧省的首府，2005年人口9,403，居民主要使用奇楚瓦語和西班牙語。